# Aiden Turner
Aiden John Turner (Welwyn Garden City, Hertfordshire; 2 de abril de 1977) es un actor y modelo británico, más conocido por su papel de Aidan Devane en All My Children.

## Primeros años
Aiden Turner nació en Welwyn Garden City, Hertfordshire, y asistió a escuelas católicas locales (St Joseph's, St Hugh's y St Edmund's College, Ware).

## Carrera
Turner es conocido por su papel de Aidan Devane en All My Children, que interpretó desde el 6 de junio de 2002 hasta que abandonó AMC el 21 de diciembre de 2009. Fue nominado para un Daytime Emmy en 2003 por Mejor Actor más Joven en All My Children. También apareció en el video musical «Bag It Up» de Geri Halliwell. Turner dejó el papel de Aidan Devane en mayo de 2004, tiempo durante el cual el papel fue refundido con el actor Tom Archdeacon. Turner volvió al programa unos meses más tarde y retrató a Devane hasta que Turner abandonó AMC el 21 de diciembre de 2009. Ha modelado para Avon y aparece regularmente en sus catálogos impresos. Apareció en un comercial de CoverGirl con Molly Sims.
El 1 de marzo de 2010, se anunció que Turner sería una de las celebridades que participaría en Dancing with the Stars para la décima temporada. Fue emparejado con la bailarina profesional Edyta Sliwinska, quien compitió en su décima temporada. La temporada se estrenó el 22 de marzo de 2010. Aiden fue eliminado en la semana 4 de la competencia.
Después de All My Children, Turner actuó como invitado en Single Ladies, NCIS: Los Ángeles y Agents of S.H.I.E.L.D.. En 2014, fue elegido para la serie If Loving You Is Wrong de Oprah Winfrey Network.

## Vida personal
Su hija Ciella Larryn Turner nació en agosto de 2009.
Turner y su novia Jessica Miller anunciaron a mediados de 2015 que esperaban su primer hijo, un niño. Su bebé Tristan James Turner nació en octubre de 2015.

## Filmografía
| Año           | Título                 | Papel              | Notas                         |
| ------------- | ---------------------- | ------------------ | ----------------------------- |
| 1997          | Crossroads             | Iris Jamieson      | Personaje regular             |
| 1999          | Undressed              |                    |                               |
| 2008          | Manhattanites          | Kyle Carpenter     |                               |
| 2002-2009     | All My Children        | Aidan Devane       | Personaje regular             |
| 2011          | Single Ladies          | Sebastian Caliente | 2 episodios                   |
| 2012          | Scruples               | James              | Piloto de TV                  |
| 2012          | In the Dark            | Alex Smith         | Película de televisión        |
| 2013          | The Perfect Boyfriend  | Jacob              | Película de televisión        |
| 2013          | NCIS: Los Ángeles      | Tom Norris         | Episodio: «Omni»              |
| 2014          | Agents of S.H.I.E.L.D. | Vanchat            | Episodio: «The Magical Place» |
| 2014          | To Have and to Hold    | Miles Cambridge    |                               |
| 2014–presente | If Loving You Is Wrong | Brad               | Personaje regular             |